# مغلين
مغلين (بالروسية: Мглин) هي إحدى مدن روسيا في الكيان الفدرالي الروسي بريانسك أوبلاست.